# Býkov-Láryšov
Býkov-Láryšov község Csehországban, a Bruntáli járásban. Býkov-Láryšov Lichnov, Brumovice, Úvalno, Krnov és Brantice településekkel határos. Lakosainak száma 166 fő (2024. január 1.).

## Népesség
A település lakosságának változását az alábbi diagram mutatja:
| Lakosok száma | 413  | 406  | 391  | 253  | 215  | 164  | 153  | 162  | 167  | 166  |
|               | 1869 | 1900 | 1921 | 1961 | 1980 | 2011 | 2016 | 2019 | 2021 | 2024 |